# Orel Dgani
Orel Dgani (in ebraico אוראל דגני‎?; Pardes Hanna-Karkur, 8 gennaio 1989) è un calciatore israeliano, difensore dell'Hapoel Haifa.

## Carriera

### Club
Ha giocato nella prima divisione israeliana.

### Nazionale
Ha esordito in nazionale il 17 novembre 2010 nell'amichevole Israele-Islanda (3-2).

## Palmarès

### Club

#### Competizioni nazionali
- Coppa d'Israele: 1

Beitar Gerusalemme: 2022-2023